# Francavilla Calcio 1927
L'Associazione Sportiva Dilettantistica Francavilla Calcio 1927, meglio nota come Francavilla Calcio o semplicemente Francavilla, è una società calcistica con sede a Francavilla al Mare (CH).
Disputa le sue partite interne nello stadio Valle Anzuca, impianto capace di ospitare 1.500 spettatori. I suoi colori sociali sono il giallo e il rosso, tradizionalmente indossati su una casacca a strisce verticali.
Fondata nel 1927, ha avuto il suo momento migliore tra la fine degli anni settanta e l'inizio degli anni novanta, periodo in cui ha disputato 15 tornei consecutivi tra i professionisti di cui 7 in Serie C1. Conta nel suo palmarès una Coppa Anglo-Italiana, conquistata nel 1984 a discapito del Teramo. Sciolta nel 1997 in Promozione, la società attuale, distinta dalla precedente, ne ha assunto i colori sociali ed ereditato nel tempo la qualifica di prima squadra cittadina.

## Storia

### Gli inizi del calcio a Francavilla
Le prime tracce di calcio a Francavilla al Mare risalgono al 1925, mentre l'anno di nascita ufficiale della U.S. Francavilla viene fatto risalire al 1927. La denominazione societaria fu frequentemente cambiata negli anni successivi in U.S. Vittorio Pomilio, S.S. Vittorio Pomilio o Pomilio sino al definitivo nome di S.S. Francavilla assunto dopo la seconda guerra mondiale. In questi anni la squadra disputa vari campionati di carattere regionale.
Nel dopoguerra il Francavilla si insedia stabilmente nel girone abruzzese della Prima Divisione che fu, fino al 1952 il massimo livello regionale. Dal 1955-1956 torna a disputare il massimo livello regionale con l'approdo in Promozione, poi Campionato Dilettanti, quindi Prima Categoria.

### La presidenza Luciani e l'approdo fra i professionisti
All'inizio degli anni settanta e precisamente nel 1972, quando la Prima Categoria torna ad essere la seconda serie regionale, il Francavilla viene acquistato dall'imprenditore edile Emidio Luciani. Al primo anno con la nuova presidenza, la squadra vince il campionato ma non viene ammessa alla Serie D per illecito sportivo a beneficio dell'Avezzano, secondo classificato; la promozione arriverà comunque l'anno seguente.
Nel 1977-1978 in Serie D il Francavilla arriva appaiato con il Monopoli in quarta posizione, ultimo piazzamento utile per la promozione; lo spareggio tra le due formazioni, disputatosi a Campobasso, finisce in parità e il sorteggio della monetina premia i pugliesi, ma successivamente il Francavilla viene comunque ripescato in Serie C2.

#### Gli anni d'oro della Serie C e la sfida in Coppa Italia contro l'Inter
Nel 1978-1979 i giallorossi concludono il primo campionato tra i professionisti della loro storia con un più che onorevole sesto posto, terminando a soli 5 punti dalla promozione. L'anno successivo conquistano il secondo piazzamento in classifica ed ottengono la promozione in Serie C1; si tratta del terzo salto di categoria in 5 anni per una squadra che solo pochi anni prima disputava i campionati regionali.
Nel 1981-1982, al termine di un campionato molto sofferto e reso difficile da due cambi in panchina, il Francavilla fallisce di un punto la permanenza in C1 e retrocede. Nel 1982-1983, con Ezio Volpi in panchina, i giallorossi dominano il proprio girone e riconquistano la Serie C1 dopo solo un anno.

Una fase della storica trasferta francavillese a San Siro, il 29 agosto 1984 contro l', valevole per il primo turno di Coppa Italia.

Il terzo posto conquistato nel campionato di Serie C1 1983-1984 alle spalle di Bari e Taranto è il punto più alto raggiunto dal Francavilla nella sua storia. La Serie B viene mancata per un solo punto ma il prestigioso piazzamento vale comunque l'accesso alla Coppa Italia 1984-1985 e la possibilità di sfidare l'Inter di Altobelli e Rummenigge a San Siro (Inter-Francavilla 3-1). Nel 1984 il Francavilla vince inoltre la Coppa Anglo-Italiana sconfiggendo in sequenza Fisher Athletic e Teramo. Nella stagione 1984-1985 i giallorossi chiudono al terzultimo posto e retrocedono nuovamente in Serie C2.
Dopo due anni in C2, nel 1986-1987, i giallorossi conquistano la loro terza (e, fino ad ora, ultima) promozione in Serie C1 terminando il campionato in prima posizione insieme alla Vis Pesaro. Sotto la guida del tecnico Balugani, i giallorossi disputeranno tre difficili campionati in Serie C1: nel 1988-1989, con quattro squadre appaiate nel fondo della classifica, il Francavilla si salvò ai danni del Campobasso grazie alla classifica avulsa mentre l'anno successivo arrivò penultimo e retrocesse in Serie C2.
Dopo un campionato di vertice nel 1990-1991, il Francavilla sprofonda nei bassifondi della classifica e nel 1992-1993, dopo 15 anni consecutivi trascorsi tra la C1 e la C2, retrocede nel Campionato Nazionale Dilettanti.

#### La crisi e lo scioglimento
La società rinuncia al ripescaggio in Serie C2 e termina il campionato con una nuova retrocessione in Eccellenza, cui segue il ripescaggio tra i Dilettanti. L'anno successivo il Francavilla si posiziona a metà classifica ma la situazione societaria costringe i giallorossi a non iscriversi al Campionato Nazionale Dilettanti e ricominciare dall'Eccellenza.
Alla seconda stagione in Eccellenza la squadra si piazza all'ultimo posto con un solo punto e retrocede in Promozione. In quella stagione termina anche l'era del presidente Emidio Luciani che aveva rilevato il Francavilla venticinque anni prima, la squadra non s'iscrive al campionato di Promozione 1997-1998 e viene sciolta.

### La nuova società tra Eccellenza, Serie D e Promozione
Diventa quindi prima squadra della cittadina un'altra compagine distinta dalla precedente, la "Vis Francavilla", poi rinominata nel 1998 Associazione Sportiva Francavilla, e che ottiene nel 1998-1999 la promozione in Eccellenza. Nei due anni successivi si assiste a una nuova retrocessione in Promozione ed una conseguente promozione in Eccellenza l'anno dopo, avvenuta per ripescaggio dopo essere arrivata seconda nel proprio girone e avendo perso i playoff con il Sant'Omero Palmense.
Dalla stagione 2001-2002 il Francavilla milita in Eccellenza alternando buone prestazioni a piazzamenti di metà classifica. Proprio nel 2001-2002 i giallorossi sfiorano la promozione in Serie D giungendo secondi alle spalle della Rosetana ed uscendo sconfitti dai playoff con il Celano Olimpia; in due occasioni invece, nel 2002-2003 e nel 2004-2005, hanno mancato l'ingresso ai playoff chiudendo in sesta posizione. Nel 2010-2011, dopo essere arrivati quarti in campionato ed aver vinto gli spareggi regionali vengono battuti nei playoff nazionali dalla Lupa Frascati; una sorte simile si ha nel torneo successivo quando il Francavilla chiude la stagione al secondo posto dietro l'Amiternina Scoppito ma viene eliminata nella finale regionale dei play-off regionali dal Sulmona. La stagione 2012-2013 si conclude con il Francavilla a metà classifica con un buon girone di ritorno. Il campionato 2013-2014 si chiude con la salvezza tranquilla in 10ª posizione. Il 9 luglio 2014 subentra Fabio de Vincentiis come presidente del Francavilla e la conduzione tecnica viene affidata al mister Alessandro Del Grosso per la stagione 2014-2015, i giallorossi, disputano un campionato, che chiudono al quarto posto. Nei play-off i giallorossi vincono contro il San Salvo e pareggiano a reti bianche a Città Sant'Angelo contro il Paterno, con i marsicani che accedono alla fase nazionale. Nella stagione 2015-16 la posizione finale è l’8º posto in Eccellenza, ottenuta dopo un girone di andata al di sotto delle aspettative e un buon girone di ritorno. Nel 2016-2017, dopo aver condotto per tutto il girone d'andata e la prima parte del girone di ritorno, i giallorossi crollano in inverno precipitando in quinta posizione, ma il ritorno di Montani in panchina porta il Francavilla ai play-off: gli adriatici, battono prima il Paterno 4-1 a Canistro, e nella finale di Pineto l'Alba Adriatica per 3-1. Nella fase nazionale, il Francavilla elimina l'Angelana (2-0 a Francavilla e 2-1 ad Assisi). In finale il Villa non riesce ad avere la meglio sul Fabriano Cerreto (0-0 a Cerreto e 1-1 al Valle Anzuca), mancando il sogno Serie D, che viene comunque raggiunto grazie al ripescaggio.
Nella stessa estate la società passa da Fabio De Vincentiis (che rileva il Lanciano) all'imprenditore frentano Gilberto Candeloro.
Dopo due stagioni nel girone F di Serie D (terminate entrambe al sesto posto), nell'estate del 2019 non riesce a perfezionare l'iscrizione in quarta serie e, il 13 agosto, riparte dalla Prima Categoria abruzzese.
Nel 2020 (anno del covid) il Francavilla riesce a disputare un ottimo campionato di Prima Categoria arrivando secondo e quindi ad approdare in Promozione.
Nel 2020/21 il Francavilla termina il campionato di Promozione in 8 posizione salvandosi ma non riuscendo a raggiungere i play-off, l'anno successivo i giallorossi terminano sempre il campionato all'ottavo posto ma si notano margini di miglioramento. 
Nella stagione 2022/23 il Francavilla si piazza quarto in Promozione dove però non raggiunge i play-off per l'eccellenza a causa della troppa differenza punti dalla 2 classificata.
Nella stagione successiva (2023/24) i giallorossi, dopo un ottimo mercato, disputano un campionato di vertice sfiorando anche la vittoria del campionato (che verrà vinto dal Miglianico Lanciano). Il Francavilla dopo essere arrivato 4 in classifica, a causa di una rocambolesca sconfitta all'ultima giornata nel campo neutro di San Vito per 3 a 2 contro il Lanciano 1920, perderà i play- off contro il Rapino per 1 a 0 con un gol al 93º. 
Nella stagione 2024/25 il Sodalizio giallorosso viene rilevato da Francesco Fanì, che salverà il club dal baratro finanziario e allestendo un organico nel migliore dei modi. Dopo una stagione abbastanza deludete (terminata al 14º posto) i giallorossi si salveranno ai play-out contro l'Atessa dopo 120 minuti con un pareggio, 0 - 0, grazie al miglior piazzamento in classifica. 
Attualmente il Francavilla dovrà disputare il campionato di Promozione Girone B 2025/26.

## Colori e simboli

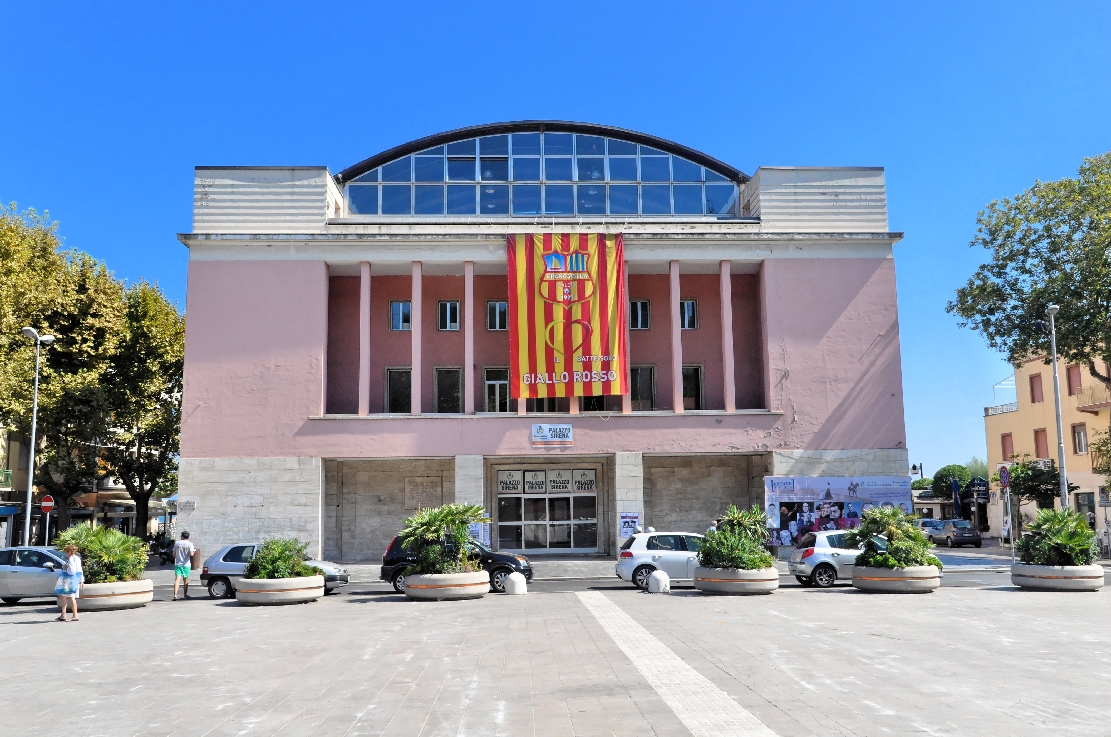
Striscione del Francavilla Calcio sul Palazzo Sirena nel 2014

I colori del Francavilla sono il giallo ed il rosso. La prima maglia è a strisce verticali giallo-rosse con pantaloncini e calzettoni rossi. La seconda maglia è interamente nera. Alle origini il Francavilla vestiva una maglia completamente gialla con il colletto nero e per questo venivano chiamati "canarini".
Il simbolo storicamente associato al club è la barca a vela stilizzata. Nei primi anni ottanta veniva utilizzato un semplice scudo svizzero diviso verticalmente a metà con una parte di colore giallo e una di colore rosso. Successivamente tra gli anni ottanta e i novanta si è fatto ricorso ad uno scudetto diviso in quattro quarti con simboli riferiti alla città ed ai colori della squadra. Più recentemente, negli anni duemiladieci, è stato utilizzato uno scudetto sannitico diviso diagonalmente in due parti, di cui una a sfondo giallo ed una rosso, contenente le immagini stilizzate di un pallone da calcio e della barca a vela, oltre che la denominazione della società. Dal 2014, infine, si utilizza un marchio a forma di "pentola" contenente al suo interno il logo della barca a vela, i colori della città e i colori storici del club.

## Strutture

### Stadio

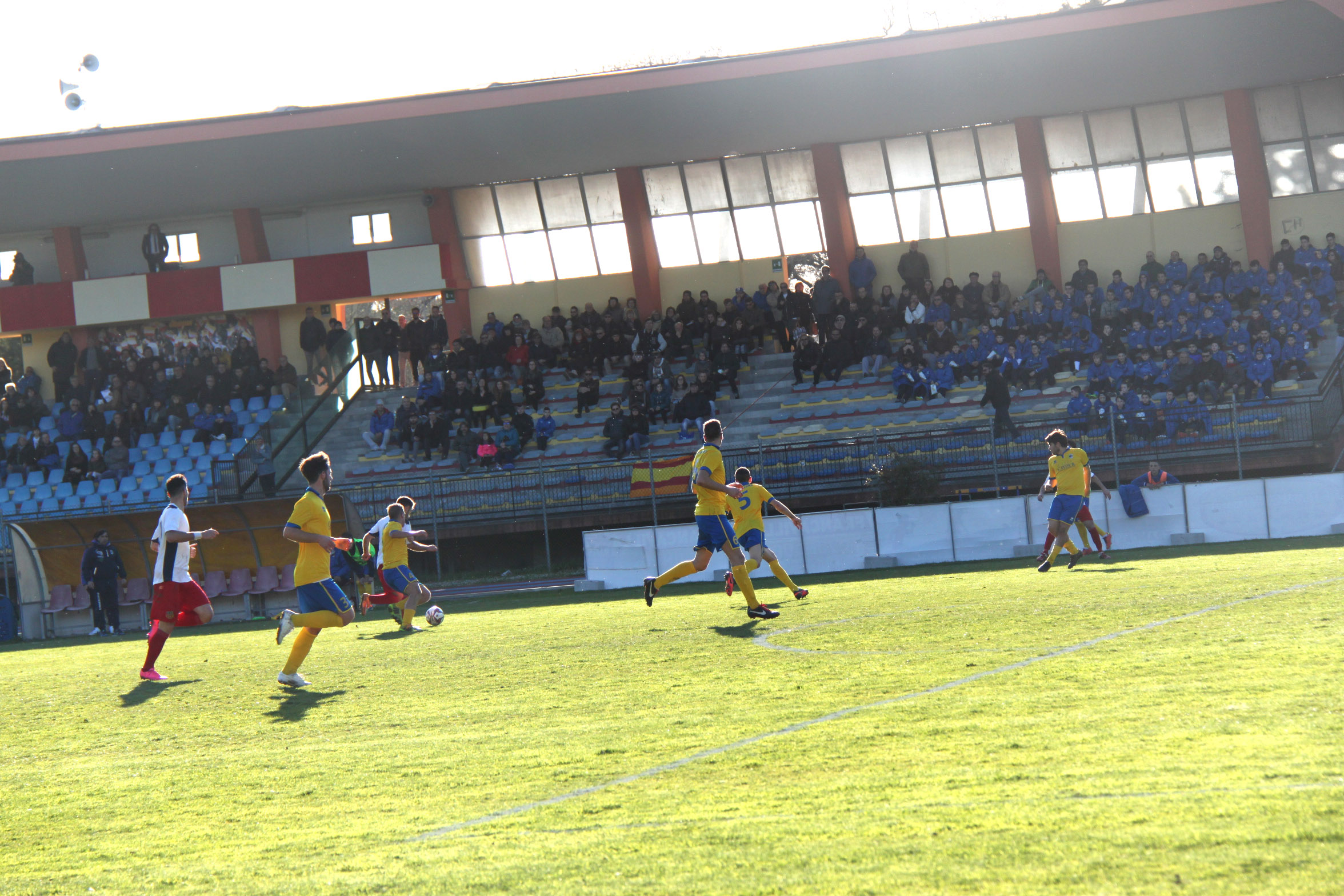
Lo stadio Valle Anzuca

Il Francavilla disputa le gare interne allo stadio Valle Anzuca, l'impianto comunale della città, capace di ospitare circa 1.800 spettatori. La struttura dispone di pista d'atletica a 6 corsie ed è stata utilizzata durante i Giochi del Mediterraneo 2009 per il torneo eliminatorio di calcio. Nelle immediate vicinanze è situato anche l'Antistadio Valle Anzuca, campo in manto sintetico nel quale gioca il settore giovanile. Lo stadio Valle Anzuca è situato a poca distanza dal centro della città ed è facilmente raggiungibile dall'autostrada A14.

## Società

### Organigramma societario
- Francesco Fani - Presidente
- Edmondo Farias - Vicepresidente
- Massimiliano Paolucci - Direttore sportivo
- Sandra Ferri - Segretario Generale

### Sponsor
- fino al 2014 ...
- 2014-2015 Asics
- 2015-2017 FG Sport
- 2017-2019 Legea
- 2020-2023 Macron
- 2024-oggi Legea

## Allenatori e presidenti

### Presidenti
- Camillo D'Argento (1945-1946)
- Nicolino Antonucci (1946-1950)
- Domenico Basti (1950-1954)
- Ferro Russo (1954-1955)
- Giorgio Piattelli (1955-1957)
- Attilio Russo (1957-1958)
- Vincenzo Miccoli (1958-1959)
- Dante De Toma (1959-1961)
- Domenico Galasso (1961-1963)
- Camillo D'Angelo (1963-1964)
- Nicola Rapino (1964-1966)
- Francesco Cardarelli (1966-1967)
- Alfredo De Felice (1967-1970)
- Leucio Montanaro (1970-1972)
- Emidio Luciani (1972-1997)
- Massimo Criber (1997-1999)
- Giovanni Marinucci (1999-2000)
- Antonio Ricca (2000-2002)
- Massimo De Monte (2002-2004)
- Antonio Ricca (2004-2005)
- Antonio Luciani (2005-2009)
- Giuseppe Bevilacqua (2009-2012)
- Gianfranco Putrino (2012-2014)
- Fabio De Vincentiis (2014-2017)
- Gilberto Candeloro (2017-2019)
- Maurizio Rapino (2019-2023)
- Giorgio Bellafante (2023-2024)
- Francesco Fanì (2024-oggi)

## Palmarès

### Competizioni nazionali
- Serie C2: 1

1982-1983 (girone C)

### Competizioni internazionali
- Coppa Anglo-Italiana: 1

1984

### Competizioni regionali
- Promozione: 2

1975-1976; 1998-1999
- Prima Categoria: 1

1972-1973 (girone A)
- Coppa Italia Dilettanti Abruzzo: 1

2003-2004

### Altri piazzamenti
- Serie C1:

Terzo posto: 1983-1984 (girone B)
- Serie C2:

Secondo posto: 1979-1980 (girone C), 1986-1987 (girone C)
- Serie D:

Promozione: 1977-1978 (girone H)
- Eccellenza:

Secondo posto: 2001-2002, 2011-2012
- Promozione:

Secondo posto: 2000-2001 (girone B)
- Coppa Italia Serie C:

Semifinalista: 1987-1988
- Coppa Italia Dilettanti:

Semifinalista: 2003-2004

## Statistiche e record

### Partecipazione ai campionati
Il Francavilla ha preso parte a 19 campionati nazionali a partire dall'esordio in Serie D nel 1976-1977; il miglior piazzamento è il 3º posto conquistato nel torneo di Serie C1 1983-1984.
| Livello | Categoria                       | Partecipazioni | Debutto   | Ultima stagione | Totale |
| ------- | ------------------------------- | -------------- | --------- | --------------- | ------ |
| 3º      | Serie C1                        | 7              | 1980-1981 | 1989-1990       | 7      |
| 4º      | Serie D                         | 4              | 1976-1977 | 2018-2019       | 12     |
| 4º      | Serie C2                        | 8              | 1978-1979 | 1992-1993       | 12     |
| 5º      | Campionato Nazionale Dilettanti | 2              | 1993-1994 | 1994-1995       | 2      |

### Partecipazione alle coppe
Il Francavilla ha preso parte a 14 competizioni nazionali a partire dall'esordio in Coppa Italia Semiprofessionisti nel 1979-1980; il massimo risultato raggiunto sono le semifinali in Coppa Italia Serie C 1987-1988.
| Coppa                           | Partecipazioni | Debutto   | Ultima stagione | Totale |
| ------------------------------- | -------------- | --------- | --------------- | ------ |
| Coppa Italia                    | 1              | 1984-1985 | 1984-1985       | 15     |
| Coppa Italia Semiprofessionisti | 2              | 1979-1980 | 1980-1981       | 15     |
| Coppa Italia Serie C            | 12             | 1981-1982 | 1992-1993       | 15     |